# Christopher Rocchia
Christopher Rocchia, né le 1er février 1998 à Marseille en France, est un footballeur français qui évolue au poste d'arrière gauche.

## Biographie

### Enfance
Christopher Rocchia, né à Marseille, réalise ses débuts très jeune dans le football avec le club d'Air Bel. Fort de bonne prestation avec celui-ci, il intègre le centre de formation marseillais dans la catégorie des moins de 17 ans.
Avec le centre de formation, il s'impose rapidement au poste de latéral gauche, même si quelques blessures récurrentes l'empêchent d'avoir une trajectoire rectiligne.
Lors de la saison 2017-2018, il se qualifie avec son équipe des moins de 19 pour la finale de la Coupe Gambardella au stade de France le 27 mai 2017. Rocchia est titulaire pour ce match et se montre décisif puisqu'il est à l'origine de l'égalisation marseillaise, unique but de son équipe ce jour-là. Malheureusement, il est contraint de quitter prématurément ses partenaires pour cause de blessures et les verra, du banc de touche, s'incliner aux tirs au but face aux jeunes du Montpellier Hérault Sport Club.
Il  signera son premier contrat professionnel avec le club marseillais le 22 novembre 2017.

### Début à l'Olympique de Marseille
Fort de ses performances de la saison précédente tant en championnat de France amateur qu'en coupe Gambardella, Christopher Rocchia est convoqué pour les stages de pré-saison de l'Olympique de Marseille avec l'équipe professionnelle à l'été 2018. Il dispute plusieurs matchs amicaux et en démarre notamment un titulaire face au FC Viitorul Constanța, match au cours duquel il impressionnera un grand nombre de suiveur marseillais. À la suite de cette période estivale faste pour le joueur, il voit arriver dans ses mains une offre de contrat professionnel de la part de son club formateur. Il signera ce contrat après de longues tractations le 22 novembre 2017 le même jour que son coéquipier en jeune Yusuf Sari.
Le jeune Christopher Rocchia connait ensuite plusieurs apparitions dans le groupe professionnel, notamment en coupe d'Europe face au Red Bull Salzbourg, dans un fabuleux parcours qui verra malheureusement les marseillais échouer en finale contre l'Atlético.
Il devra attendre la saison 2018-2019 pour disputer ses premières minutes en compétition officielle avec la tunique marseillaise sur le dos : tout d'abord en Coupe d'Europe face à l'Eintracht Francfort, puis en Ligue 1 face au LOSC le 25 janvier 2019, pour les dernières minutes alors que l'équipe marseillaise est déjà menée de deux buts.

### Prêt au FC Sochaux-Montbéliard
Quelques jours après ses débuts en Ligue 1, Christopher Rocchia est prêté par l'Olympique de Marseille au FC Sochaux-Montbéliard le 29 janvier 2019 jusqu'à la fin de la saison, sans option d'achat. Il y restera jusqu'à la fin de la saison et y jouera 8 matchs de Ligue 2.
La saison suivante, il est de nouveau prêté sans option d'achat au bout de l'été au club franc-comtois. Le prêt est officialisé le 2 septembre 2019 par le club. Cette deuxième saison sera une réussite selon les observateurs[Qui ?] et il prend part à 22 rencontres de Ligue 2 marquant notamment son premier but professionnel face au Havre le 8 novembre 2019.

### Départ à Dijon
Libre, il signe un contrat de deux saisons, plus une en option en cas d’accession en Ligue 1 avec le club de Dijon FCO. Après deux saisons et trente-trois rencontres avec le club bourguignon, il quitte le club en fin de contrat et après une rétrogradation en National 1.
Après une saison sans club, il s'engage en 2024 en faveur du Aubagne FC qui évolue en National 1.

## Statistiques
Le tableau ci-dessous retrace la carrière de Christopher Rocchia depuis ses débuts :
| Saison                | Club                          | Championnat           | Championnat | Championnat | Coupe(s) nationale(s) | Coupe(s) nationale(s) | Compétition(s) continentale(s) | Compétition(s) continentale(s) | Compétition(s) continentale(s) | Total | Total |
| Saison                | Club                          | Division              | M.          | B.          | M.                    | B.                    | Comp.                          | M.                             | B.                             | M.    | B.    |
| 2018-2019             | FC Sochaux-Montbéliard (prêt) | Ligue 2               | 8           | 0           | -                     | -                     | -                              | -                              | -                              | 8     | 0     |
| 2019-2020             | FC Sochaux-Montbéliard (prêt) | Ligue 2               | 22          | 1           | -                     | -                     | -                              | -                              | -                              | 22    | 1     |
| Sous-total            | Sous-total                    | Sous-total            | 30          | 1           | -                     | -                     | -                              | -                              | -                              | 30    | 1     |
| 2018-2019             | Olympique de Marseille        | Ligue 1               | 1           | 0           | -                     | -                     | C3                             | 1                              | 0                              | 2     | 0     |
| 2020-2021             | Olympique de Marseille        | Ligue 1               | 2           | 0           | 1                     | 0                     | -                              | -                              | -                              | 3     | 0     |
| Sous-total            | Sous-total                    | Sous-total            | 3           | 0           | 1                     | 0                     | -                              | 1                              | 0                              | 5     | 0     |
| 2021-2022             | Dijon FCO                     | Ligue 2               | 20          | 0           | 1                     | 0                     | -                              | -                              | -                              | 21    | 0     |
| 2022-2023             | Dijon FCO                     | Ligue 2               | 12          | 0           | -                     | -                     | -                              | -                              | -                              | 12    | 0     |
| Sous-total            | Sous-total                    | Sous-total            | 32          | 0           | 1                     | 0                     | -                              | -                              | -                              | 33    | 0     |
| 2024-2025             | Aubagne FC                    | National              | 9           | 1           | -                     | -                     | -                              | -                              | -                              | 9     | 1     |
| 2024-2025             | FC Villefranche               | National              | 13          | 0           | -                     | -                     | -                              | -                              | -                              | 13    | 0     |
| Total sur la carrière | Total sur la carrière         | Total sur la carrière | 87          | 2           | 2                     | 0                     | -                              | 1                              | 0                              | 90    | 2     |

## Palmarès
Il est finaliste de la Coupe Gambardella en 2017 avec l'Olympique de Marseille.